# 襟裳町
襟裳町（日语：／ Erimo chō */?）位於北海道日高振興局東南部、日高山脈的最南端，面臨太平洋，北海道主體的最南端襟裳岬便位於此處。由於兩面臨海，當地常有強風，每年有290天以上的風速超過每秒10公尺，因此成為北海道第一個設置民營風力發電所的地方。當地產業以漁業為主，海產有昆布、鮭魚和海膽。
因國道336號的襟裳町至廣尾町的路段位於日高山脈和太平洋之間的懸崖側，導致該路段常因氣候的緣故發生落石坍方，造成道路中斷。為了建設及維持此段道路，當地政府投入了大量金錢，因此被稱為「黃金道路」。
町名源自阿伊努語的「enrum」，意思為海岬。或是「erum」，意思為老鼠。

## 人口
| 襟裳町人口分布圖 |                                               |  |
| 襟裳町與日本全國年齡別人口分布比較圖 （2005年資料） | 襟裳町的年齡、男女別人口分布圖 （2005年資料） |  |
| ■紫色是襟裳町 ■綠色是全国 | ■藍色是男性 ■紅色是女性                       |  |
| 襟裳町人口變化 \| 1970年 \| 7,725人 \| \| \| 1975年 \| 7,777人 \| \| \| 1980年 \| 7,520人 \| \| \| 1985年 \| 7,456人 \| \| \| 1990年 \| 7,034人 \| \| \| 1995年 \| 6,811人 \| \| \| 2000年 \| 6,248人 \| \| \| 2005年 \| 5,796人 \| \| \| 2010年 \| 5,415人 \| \| \| 2015年 \| 4,906人 \| \| \| 2020年 \| 4,374人 \| \| |                                               |  |
| 資料來源：日本總務省統計中心提供之人口普查數據 |                                               |  |
| 1970年 | 7,725人                                       |  |
| 1975年 | 7,777人                                       |  |
| 1980年 | 7,520人                                       |  |
| 1985年 | 7,456人                                       |  |
| 1990年 | 7,034人                                       |  |
| 1995年 | 6,811人                                       |  |
| 2000年 | 6,248人                                       |  |
| 2005年 | 5,796人                                       |  |
| 2010年 | 5,415人                                       |  |
| 2015年 | 4,906人                                       |  |
| 2020年 | 4,374人                                       |  |

## 歷史
- 1669年：松前藩的藩士蠣崎藏人在此地設置交易場所。[7]
- 1880年：設置戶長役場。
- 1889年：襟裳岬燈塔啟用。
- 1906年4月1日：幌泉村、近呼村、笛舞村、歌別村、油駒村、歌露村、小越村、庶野村、猿留村合併為幌泉村，並成為北海道二級村。[8]
- 1959年1月1日：改制為幌泉町。
- 1970年10月1日：改名為，漢字名稱為襟裳町。

## 交通

### 鐵路
在轄區內並無鐵路通過，過去在2015年前，距離最近的鐵路車站為位於樣似町的北海道旅客鐵道日高本線樣似車站，但2015年日高本線在厚賀車站至大狩部車站之間的路段路基遭海岸侵蝕而塌陷，造成日高本線鵡川車站以東的路段全面停駛。經評估由於修復及未來維護的成本過高，在2021年4月1日正式廢除鵡川車站以包含樣似町內的路段，全面改由JR北海道巴士經營替代客運路線。

### 道路
| - 一般國道 - 國道336號（黃金道路） | 主要道道 - 北海道道34號襟裳公園線 |

### 客運
- JR北海道巴士
  - 日勝線
  - 高速襟裳號

## 觀光資源
| 觀光 - 襟裳岬 - 襟裳岬燈塔台 - 襟裳岬「風之館」 - 石楠花公園 - 望洋台 - 黃金道路 （國道336號） - 百人濱露營場 - 豐似湖 | 祭典 - 襟裳岬寒風馬拉松大會 - 海產和山產的慶典：每年10月第一個星期日 - 燈塔祭：每年8月14日至16日 |

## 教育
大學設施
- 北海道大學理學研究科地震火山觀測研究中心

高等學校
- 北海道襟裳高等學校

中學校
- 襟裳町立襟裳中學校

小學校
- 襟裳町立襟裳小學校
- 襟裳町立襟裳岬小學校
- 襟裳町立庶野小學校
- 襟裳町立東洋小學校
- 襟裳町立笛舞小學校

## 大眾文化
日本知名演歌天王森進一於1974年灌錄過一首名為「襟裳岬」的歌曲，為他拿下當年日本有線大賞獎；這首歌除了成為他的代表作之一外，也是日本人耳熟能詳的歌曲。

## 外部連結
- （日語）襟裳町商工會（页面存档备份，存于）
- （日語）襟裳町漁業協同組合（页面存档备份，存于）
- （日語）最愛襟裳（页面存档备份，存于）